# Мілош Црнянський
Мілош Црнянський (серб. Милош Црњански; 26 жовтня 1893, Чонград, Австро-Угорщина — 30 листопада 1977, Белград) — сербський поет, прозаїк, драматург, журналіст, перекладач, укладач антологій китайської та японської поезії.

## Біографія
Ріс в патріархальному середовищі з культом Великої Сербії, ненавистю до Оттоманського ярма, православною обрядовістю. У період Першої світової війни воював на східному і італійському фронті, був поранений. Після війни вивчав філософію в Відні і Белграді, займався викладанням і журналістикою, його антивоєнні вірші стали маніфестом «втраченого покоління» молоді. З 1928 виконував обов'язки аташе Югославії з культури в Берліні, Лісабоні та Римі. З початком Другої світової війни переїхав до Лондона, де жив на положенні емігранта. Повернувся в Белград в 1965.

## Творчість
Стиль письменника був близьким до експресіонізму, а його самого вважають одним із засновників авангардистського руху в сербській літературі.

### Перелік творів
- Щоденник про Чарноєвича (1921) (український переклад 2015, ЛА Піраміда, пер. Алли Татаренко)
- Міграції (1929)
- Друга книга міграцій (1962)
- Код Гіперборейця (1965)
- Капля іспанської крові (1970)
- Роман про Лондон (1971)